# ФК Арсенал Тула
ФК Арсенал Тула (рус. АНО «Профессиональный футбольный клуб «Арсенал», Тула») је руски фудбалски клуб из Туле који се такмичи у Премијер лиги Русије у којој су први пут заиграли 2014. године. Исте сезоне су испали у другу лигу, али су се већ следеће вратили у Премијер лигу.

## Називи клуба
- 1946—1958:
- 1959—1961:
- 1962—1963:
- 1964—1973:
- 1974—1978:
- 1979—1983:
- 1984—2007:
- 2007:
- 2008—2011:
- од 2011:

## Успеси
- Фудбалска национална лига Русије 
  - Вицепрваци (2): 2013/14, 2015/16.
- Професионална фудбалска лига Русије 
  - Победници зоне запад (2): 1997, 2003.
  - Победници зоне центар (1): 2012/13.